# Ramón de Santillán
Ramón de Santillán González (Lerma, 30 de agosto de 1791-Madrid, 19 de octubre de  1863) fue un político hacendista y militar español, así como el primer gobernador del Banco de España.

## Biografía
Miembro de una familia no muy acomodada de Lerma (Burgos), se matriculó en Derecho en la Universidad de Valladolid (1805). La Guerra de la Independencia Española interrumpió sus estudios. Se integró en la reacción patriótica, incorporándose con el grado de teniente (1809) en la partida del cura Merino, en la que llegó a alcanzar el de capitán.

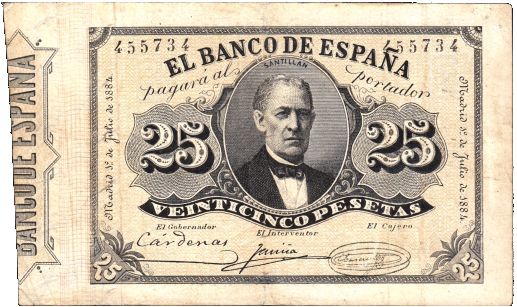
Billete de 25 pesetas de 1884.

Después de la guerra permaneció en el ejército hasta 1824, cuando fue depurado por su apoyo al gobierno liberal durante el Trienio. En 1825 ingresó en el Ministerio de Hacienda llegando a ocupar cargos de responsabilidad durante la época de Mendizábal.

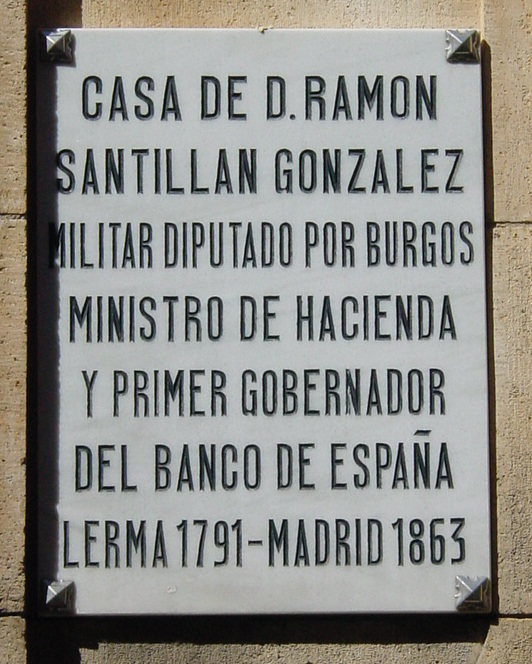
Placa en la casa de Ramón Santillán González, en Lerma.

Poco antes de la caída de la regente María Cristina de Borbón durante la minoría de edad de Isabel II, fue nombrado Ministro de Hacienda (abril de 1840-julio de 1841) hasta que Baldomero Espartero accedió a la Jefatura del Estado como regente. A pesar de su salida como ministro, continuó en la hacienda pública como hombre destacado, siendo llamado a formar parte de la reforma fiscal que inició el ministro Juan José García Carrasco, junto a Alejandro Mon y Menéndez y otros destacados hacendistas.
Sus aportaciones a la reforma tributaria de 1845, aunque atribuidas en muchas ocasiones sólo a Mon, fueron en gran parte fruto de la colaboración de ambos, cuya sintonía en política tributaria era muy acentuada. Fue senador vitalicio durante la legislatura 1845-46. Nombrado de nuevo ministro de Hacienda por un breve período (28 de enero a 28 de marzo de 1847), adecuó el funcionamiento del sistema bancario público español mediante la unificación del Banco de San Fernando y el Banco de Isabel II en una sola entidad de las que fue su primer gobernador (1849). Aunque entonces conservó el nombre de San Fernando, se convertiría en el Banco de España (en 1856). Fue sustituido por el marqués de Salamanca.
Sus aportaciones a la hacienda pública española merecieron que en enero de 1856 fuera nombrado gobernador del banco de España, siendo ministro Francisco Santa Cruz Pacheco. Fue miembro de la Unión Liberal.
En 1884 se le rindió un homenaje con billetes de 25 pesetas que llevaban su efigie y en 1949 otro, con billetes de 1.000 pesetas.

## Obras
- Memoria Histórica sobre los Bancos Nacionales de San Carlos, Español de San Fernando, Isabel II, Nuevo de San Fernando y de España. (1858), reeditado por el Banco de España en 1982.
- Memorias (1860)